# NBA Live 97
NBA Live 97 is een computerspel dat werd ontwikkeld en uitgegeven door Electronic Arts. Het spel kwam in 1996 uit voor DOS. Later volgde ook andere platforms. Met het spel kan de speler basketbal spelen. De speler kan kiezen uit alle NBA teams of zelf een team samenstellen. Ook kan de speler zelf een persoon samenstellen en hierbij verschillende eigenschappen configureren. Er zijn 60 defensieve en 10 offensieve instellingen mogelijk. Het spel bevat de volgende opties: demonstratiepartij, hele seizoen of playoffs. Het perspectief wordt in de derde persoon getoond.

## Platforms
| Platform        | Jaar |
| --------------- | ---- |
| DOS             | 1996 |
| PlayStation     | 1996 |
| SEGA Saturn     | 1996 |
| SNES            | 1996 |
| Sega Mega Drive | 1996 |
| Windows         | 1996 |

## Ontvangst
In 1997 werd het spel door Computer Gaming World verkozen tot sportspel van het jaar.
| Beoordeeld door                | Platform        | Datum         | Score |
| ------------------------------ | --------------- | ------------- | ----- |
| PC Games (Duitsland)           | Windows         | februari 1997 | 93%   |
| Adrenaline Vault, The (AVault) | Windows         | 1996          | 90%   |
| Absolute Playstation           | PlayStation     | december 1996 | 90%   |
| Player One                     | Sega Mega Drive | januari 1997  | 89%   |
| Power Play                     | DOS             | januari 1997  | 85%   |
| Mega Fun                       | PlayStation     | januari 1997  | 81%   |
| IGN                            | PlayStation     | 21 maart 1997 | 80%   |
| The Video Game Critic          | Sega Mega Drive | 17 juni 2006  | 75%   |
| Electric Playground            | SEGA Saturn     | 29 april 1997 | 70%   |
| Total! (Duitsland)             | SNES            | januari 1997  | 65%   |

## Trivia
- Op de cover van het spel staat Mitch Richmond, die op dat moment voor Sacramento Kings speelde.